# دورق غليان

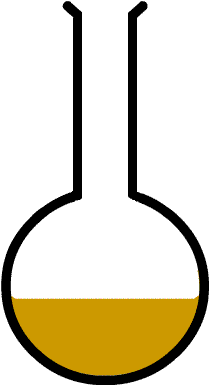
دورق الغليان.

دورق الغليان هو نوع من الدوارق الزجاجية استعمل كقارورة من الزجاجيات المختبرية. ويستخدم على أنه حاوية للاحتفاظ السوائل. دوارق الغليان غالبًا ما تكون مصنوعة من زجاج البورسليكات لمنع الشقوق أو طمس من الزجاج. دوارق الغليان التقليدية عادة ما لم يكن لديك مشترك الزجاج الأرض في أعناقهم أطول نوعا ما ولكن عادة ما يكون طفيفًا أو شفة شفة حول غيض من العنق. أحجام دوارق الغليان غالبًا ما تكون 1 لتر.